# 目久美町
目久美町（めぐみちょう）は、鳥取県米子市にある町。郵便番号は683-0035。

## 地理
米子平野南部、加茂川沿岸から南の流域に位置する。
米子駅の南側、北西は弥生町、北東は道笑町3丁目、南は大谷町、南東は美吉に囲まれている。

## 歴史
かつては目組とも書き、江戸時代は目角とも言われた。
昭和10年（１９３５年）から米子市の町名。
昭和8年、縄文・弥生時代の複合遺跡である目久美遺跡が発見された。

## 町名の由来
目久美の語源は明らかではないが、「恵」の意味ともされ、古い時代の造成地ではないかとの説もある。

## 世帯数・人口
令和３年（２０２１年）7月31日現在、４９９世帯・９６１人。

## 史跡・神社・仏閣
- 目久美神社
- 目久美遺跡